# Piet de Jong
Petrus Jozef Sietse "Piet" de Jong (Apeldoorn, 1915. április 3. – Hága, 2016. július 27.) holland politikus, tengerésztiszt, Hollandia miniszterelnöke volt 1967 és 1971 között. A Katolikus Néppárt tagja volt és később a Kereszténydemokrata Tömörülésé.

## Életrajza

### Fiatalkora
1915-ben született Gelderlandban található Apeldoorn településen egy frízföldi katolikus család hatodik gyermekeként. Középiskolai tanulmányai után 1931-ben a Holland Királyi Tengerészethez csatlakozott, ahol tengerészkadét volt. Ezzel egyidőben a Den Helderben a Holland Királyi Tengerészeti Főiskolán folytatott tanulmányokat, 1934-ben kapta meg tengerészzászlósi rangját.

### Második világháború
Főiskolai végzettségének megszerzése után 1934-től rövid ideig Holland Kelet-Indiában a tengerészet tengeralattjárói szolgálatában teljesített szolgálatot. 1940. május 13-án szállt partra Angliában a holland HLMS O 24 tengeralattjáróról. Eleinte ezen a tengeralattjárón első tisztként teljesített szolgálatot, majd 1944-től hadtest parancsnoki rangban szolgált. A háború alatt Angliában élt.
A háború után 1947-ben a Tengernagyi Hivatalnál dolgozott, 1948-ban a tengerészeti miniszter adjutánsa lett. 1951 és 1952 között a  HNLMS De Zeeuw fregatt parancsnoka volt. 1955-ben a Holland Királyi Tengerészeti Főfelügyelői Hivatal vezérkari főnökének nevezték ki.

### Politikai pályája

#### Államtitkár
1959-ben a Jan de Quay vezette kormány tengerészeti államtitkára lett, egyben a Katolikus Néppárt tagja is. Államtitkárként legfőbb feladata volt a tengerészet struktúrájának az átalakítása.

#### Miniszter
1959 és 1963 között Victor Marijnen kormányának honvédelemi minisztere lett.

## Miniszterelnök
Az 1967-es holland választáson a Katolikus Néppárt győzött. A kormány koalíció tagjai lettek a Forradalomellenes Párt, Keresztény Történelmi Unió és a Szabadság és Demokrácia Néppártja.
Ez volt az első kormány a második világháború után, amely kitöltötte a 4 éves hivatali idejét. A szekularizáció miatt a társadalom számos demokratikus reformot várt el a kormánytól, számos reform intézkedést hoztak a főiskolák és egyetemek életében, miután több alkalommal is megszállták diákok a Maagdenhuist, ami a felsőoktatási felvételi iroda volt. Az 1968-as diáklázadások Hollandiára is hatással voltak.

### Alkotmányos reformok
A kormány 1967-ben felállította az André Donner Európai Bíróság bírója és Jo Cals 1965-1966 közti miniszterelnök vezette Donner-Cals bizottságot, aminek feladata az alkotmány felülvizsgálata és a választási törvény módosítása volt. A bizottság jelentése 1971-re készült el, amiben javaslatot tettek az egyéni választókerületi rendszer bevezetésére, az arányos képviselettel szemben, ám az alkotmánymódosítás csak 1983-ban történt meg hosszas előkészítő munkák után, amibe a szociális jogok is belekerültek.

### Gazdaság
Az ország gazdasága nehézségekbe ütközött, hiszen az ipari szektorban, ezenbelül is a hajógyártási és textil ágazatban tömeges elbocsátásokra került sor. A kormány a gazdaságilag gyengén teljesítő régiók felzárkóztatására tett kísérletet, úgy, hogy kormányzati szerveket helyezett át Drenthe, Frízföld, Groningen és Limburg déli részébe. 1968-ban Johan Witteveen (VVD) pénzügyminiszter javaslatára törvénybe iktatták a minimálbér összegét.  
Az Áfa bevezetésével áremelkedés lett és nőtt az infláció, amire a kormány lassan reagált így le kellett mondai Leo de Block gazdasági miniszternek. 
A kormány ideje alatt a munkáltatók befagyasztották a béreket, ami miatt tömegtüntetésekre és sztrájkokra került sor. A tüntetések miatt a munkáltatók képviselete részben feloldotta a bérek befagyasztását.

#### Külpolitika
A kormány növelte a védelmi kiadásokat, az 1968-as prágai tavasz következtében. 1969-ben tömegtüntetések sorozata zajlott le a vietnámi háború miatt.
A kormány külpolitikájának egyik legnagyobb sikere, hogy javult Indonéziával a viszonya. 1970-ben Suharto indonéz elnök Hollandiába látogatott. Ám a látogatását beárnyékolta, hogy a hágai indonéz nagykövetséget elfoglalták a malukuiak.

## Fordítás
- Ez a szócikk részben vagy egészben  a   Kabinet-De Jong című holland Wikipédia-szócikk ezen változatának fordításán alapul.  Az eredeti cikk szerkesztőit annak laptörténete sorolja fel. Ez a jelzés csupán a megfogalmazás eredetét és a szerzői jogokat jelzi, nem szolgál a cikkben szereplő információk forrásmegjelöléseként.
- Ez a szócikk részben vagy egészben  a   Piet de Jong című angol Wikipédia-szócikk ezen változatának fordításán alapul.  Az eredeti cikk szerkesztőit annak laptörténete sorolja fel. Ez a jelzés csupán a megfogalmazás eredetét és a szerzői jogokat jelzi, nem szolgál a cikkben szereplő információk forrásmegjelöléseként.